# 제국의아이들
제국의 아이들(ZE:A)은 스타제국 소속의 9인조 남성 그룹이다. 2009년 10월부터 전국 각지를 돌며 50곳에서 게릴라 콘서트를 하고, 2010년 1월 7일에 첫 번째 싱글 《Nativity》을 발매하였다. 2010년 1월 13일 쇼케이스를 열었으며, 2010년 1월 15일에 KBS 2TV 뮤직뱅크로 데뷔를 하였다.
2017년 4월 12일 스타제국과 계약 만료 후 모든 멤버들이 재계약을 하지 않았다. 멤버들 중 문준영은 공연기획자로 전향했으며, 임시완, 박형식, 김동준은 배우로 전향했다. 황광희는 방송인으로 전향했다.

## 이전 구성원
| 이름   | 소개 |
| ------ | --- |
| 문준영 | - 이름 : 문준영 (文俊英) - 생년월일 : 1989년 2월 9일(36세) - 출생지 : 대한민국 서울특별시 도봉구 방학동        |
| 케빈   | - 본명 : Kevin Kim - 생년월일 : 1988년 2월 23일(37세) - 출생지 : 오스트레일리아 뉴사우스웨일스 주 시드니       |
| 황광희 | - 이름 : 황광희 (黃光熙) - 생년월일: 1988년 8월 25일(36세) - 출생지 : 대한민국 경기도 파주시 금촌동            |
| 임시완 | - 이름 : 임시완 (任時完) - 생년월일 : 1988년 12월 1일(36세) - 출생지 : 대한민국 부산광역시 사상구 엄궁동       |
| 김태헌 | - 이름 : 김태헌 (金泰憲) - 생년월일 : 1989년 6월 18일(35세) - 출생지 : 대한민국 광주광역시                     |
| 정희철 | - 이름 : 정희철 (鄭熹哲) - 생년월일 : 1989년 12월 9일(35세) - 출생지 : 대한민국 제주특별자치도 서귀포시 서홍동 |
| 하민우 | - 이름 : 하민우 (河旼佑) - 생년월일 : 1990년 9월 6일(34세) - 출생지 : 대한민국 경상남도 양산시 북정동          |
| 박형식 | - 이름 : 박형식 (朴炯植) - 생년월일 : 1991년 11월 16일(33세) - 출생지 : 대한민국 경기도 용인시 기흥구 신갈동   |
| 김동준 | - 이름 : 김동준 (金桐俊) - 생년월일 : 1992년 2월 11일(33세) - 출생지 : 대한민국 부산광역시 동래구 사직동       |

## 음반

### 정규 음반
| 앨범 | 앨범 정보                                 | 트랙 리스트 |
| ---- | ----------------------------------------- | --- |
| 1집  | 《Lovability》 - 발매일 : 2011년 3월 17일 | 1. Intro 2. Here I Am 3. Again.. 4. Mazeltov 5. 하루종일 6. Be My Girl 7. Love Coach 8. 이별드립 9. New Star 10. Man 2 Man 11. Special Day (for ZE:A`s) 12. Here I Am (Inst.)                                 |
| 2집  | 《SPECTACULAR》 - 발매일 : 2012년 7월 4일 | 1. Love is Gone 2. 후유증 3. Hunter 4. COY GIRL 5. Body to Body 6. Never End 7. Begin with Kiss 8. Daily Daily 9. 별이 되어... (Someday...) 10. Dirty Cat 11. S.A.D (Something in A Dream) 12. 후유증 (Inst.) |

### 싱글
| 앨범 | 앨범 정보                                          | 트랙 리스트                                                   |
| ---- | -------------------------------------------------- | ------------------------------------------------------------- |
| 1집  | 《Nativity》 - 발매일 : 2010년 1월 7일             | 1. Love Coach 2. New Star 3. Mazeltov                         |
| 2집  | 《Leap For Detonation》 - 발매일 : 2010년 3월 25일 | 1. Intro 2. 하루종일 (Original Ver.) 3. Man 2 Man 4. 하루종일 |

### 디지털 싱글
| 앨범 | 앨범 정보                                         | 트랙 리스트                     |
| ---- | ------------------------------------------------- | ------------------------------- |
| 1집  | 《Level Up》 - 발매일 : 2010년 7월 8일            | 1. 이별드립 2. 이별드립 (Inst.) |
| 2집  | 《Leap For Detonation》 - 발매일 : 2010년 5월 3일 | 1. R2+하루종일                  |

### EP
| 앨범 | 앨범 정보                                 | 트랙 리스트                                                                              |
| ---- | ----------------------------------------- | ---------------------------------------------------------------------------------------- |
| 1집  | 《Phoenix》 - 발매일 : 2012년 8월 27일    | 1. Intro 2. Phoenix 3. 가지가지해 4. 후유증 (G-thangs R&B Remix) 5. phoenix (Inst.)      |
| 2집  | 《Illusion》 - 발매일 : 2013년 8월 9일    | 1. Crazy 2. 바람의 유령 3. Step By Step 4. U're My Sweety 5. No.1 6. 바람의 유령 (Inst.) |
| 3집  | 《FIRST HOMME》 - 발매일 : 2014년 6월 2일 | 1. FIRST HOMME 2. 삐끗 삐끗 3. 숨소리 4. 비틀비틀 5. ONE 6. 숨소리 (Inst.)               |

### 참여 앨범
- 2010년 5월 25일 빅 브라더 - 〈승리하리라〉 피처링
- 2010년 9월 8일 MBC드라마넷 《별순검》 O.S.T - 〈왜 몰랐을까..〉 (동준, 케빈, 형식)
- 2011년 11월 30일 스타제국-shooting star

## 음반 외 활동

### 텔레비전 프로그램
- Mnet 오피스 리얼리티 - 제국의 아이들 (2009년 4월 15일 ~ 7월 1일)
- Mnet 제국의 아이들 리턴즈 (2009년 10월 19일 ~ 11월 23일)
- MBC 진짜 사나이 (박형식 출연) (2013년 6월 9일 ~ 2014년 7월 18일)
- MBC EVERY1 하숙 24번지 (김동준 출연) (2014년 9월 23일 ~ 12월 9일)
- MBC 무한도전 (황광희 출연) (2015년 5월 9일 ~ )
- MBC 진짜사나이 (김동준 출연) (2015년 3월 8일 ~ )

### 뮤지컬
- 알라딘 (김동준 출연)
- 루나틱 (정희철 출연)
- 늑대의 유혹 (박형식 출연)
- 광화문연가 (케빈,박형식 출연)
- 캐치미이프유캔 (김동준 출연)
- 요셉 어메이징 테크니컬러 드림코트 (임시완 출연)
- 보니 앤 클라이드 (박형식 출연)
- 삼총사 (박형식 출연)
- 궁 (김동준 출연)
- 올슉업 (김동준 출연)

### 뮤직비디오
- 쥬얼리S - 데이트 (박형식 출연)
- Mazeltov
- 하루종일
- Here I am
- Watch Out
- 후유증
- Phoenix
- 구하라 - Secret Love (임시완 출연)
- 지아 - 일 년째 (임시완 출연)
- Step by Step
- 바람의 유령
- 소리얼 - 심장이 말했다 (임시완 출연)
- 숨소리
- v.o.s - 어느날 어느곳 어디선가 (박형식 출연)

### 드라마
- KBS 영도다리를 건너다 (2011년 2월 4일) - 오지훈 역 (김동준 출연)
- KBS 강력반 (2011년 3월 9일) - 천상현수 역 (황광희 출연)
- CGV 소녀K (2011년 8월 27일) - 고영민 역 (김동준 출연)
- KBS 포세이돈 (2011년 9월 19일) - 차현승 역 (문준영 출연)
- MBN 뱀파이어 아이돌 (2011년 12월 5일) - 광희 역 (황광희 출연)
- SBS 널 기억해 (2012년 1월 20일) - 태성 역 (박형식 출연)
- SBS 도롱뇽도사와 그림자 조작단 (2012년 2월 10일) - 취업준비생 역(광희 카메오 출연)
- SBS 바보엄마 (2012년 3월 17일) - 오수현 역 (박형식 출연)
- MBC 해를 품은 달 (2012년 1월 4일) - 허염 아역 (임시완 출연)
- 채널A K-팝 최강 서바이벌 (2012년 3월 19일) - 창민 역 (케빈 출연)
- KBS 적도의 남자 (2012년 [[3월 21일) - 이장일 아역 (임시완 출연)
- MBC 스탠바이 (2012년 4월 9일) - 임시완 역 (임시완 출연)
- SBS 아름다운 그대에게 (2012년 8월 15일) - 송종민 역 (황광희 출연)
- SBS 시리우스 (2013년 1월 6일) - 도은창, 도신우 역 (박형식 출연)
- tvN 나인: 아홉 번의 시간여행 (2013년 3월 11일) - 박선우 역 (박형식)
- KBS 천명 (2013년 4월 24일) - 무명 역 (김동준 출연)
- KBS 연애를 기대해 (2013년 9월 11일) - 정진국 역 (임시완 출연)
- SBS 상속자들 (2013년 10월 9일) - 조명수 역 (박형식 출연)
- MBC 트라이앵글 (2014년 5월 5일) - 장동우 역 (임시완 출연)
- KBS 가족끼리 왜 이래 (2014년 8월 16일) - 차달봉 역 (박형식 출연)
- tvN 미생 (2014년 10월 17일) - 장그래 역 (임시완 출연)
- SBS 상류사회 (2015년 6월 8일) - 유창수 역 (박형식 출연)
- KBS 화랑 (2016년 12월 19일) - 삼맥종 역 (박형식 출연)
- KBS 빛나라 은수 (2016년 11월 28일) - 윤수호 역 (김동준 출연)
- JTBC 힘쎈여자 도봉순(2017년 2월 24일) - 안민혁 역 (박형식 출연)
- MBC 왕은 사랑한다 (2017년 7월 17일) - 왕원 역 (임시완 출연)

### 영화
- 회사원 (김동준 출연, 라훈 역)
- 미생 프리퀄 (임시완 출연, 장그래 역)
- 변호인 (임시완 출연, 진우 역)
- 오빠생각 (임시완 출연, 한상렬 역)
- 불한당 (임시완 출연, 조현수 역)
- 원라인 (임시완 출연, 민재 역)

### 웹 드라마
- 후유증 (김동준 출연)
- 2014년 《인형의 집》 - 병태 역 (네이버 tvcast) (정희철)

## 논란
- '제국의 아이들'은 데뷔 당시 그룹명을 '제아'로 정하였다. 하지만 이 사실이 온라인상에 알려지자 브라운 아이드 걸스의 리더 제아랑 이름이 같다는 이유로 네티즌들은 스타제국에 항의하는 논란이 일었다.[10] 그 후, 2010년 1월 8일 스타제국은 결국 'ZE:A'란 명칭은 유지하되, '제국의아이들' 이라고 읽는다고 공식 발표했다.[11] 하지만, 'ZE:A'는 발음상 누가봐도 '제아'로 읽는다며 논란은 식히지 않고 있다. 그 후, 2010년 1월 25일 브라운 아이드 걸스의 소속사인 내가 네트워크와 스타제국에서는 이러한 혼선을 방지하고자 그룹명 표기를 '제국의아이들'로 표기하기로 내가 네트워크와 이미 합의가 된 상태라고 발표되었다.[12]